# LZ 3

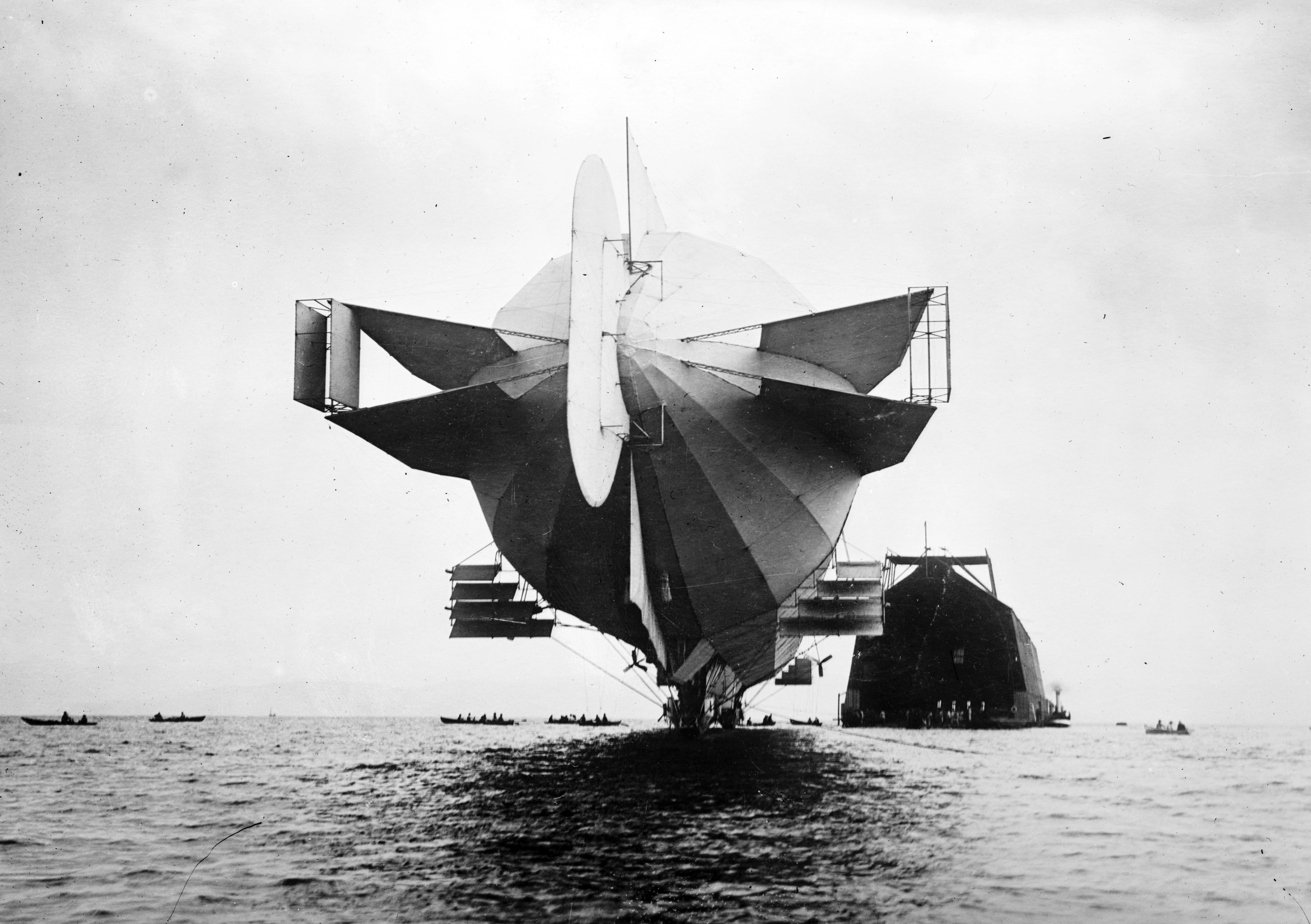
sterowiec LZ 3 - 1908 rok

LZ 3 (Luftschiff Zeppelin) – eksperymentalny sterowiec szkieletowy wybudowany w Niemczech przez wytwórnię Gesellschaft zur Förderung der Luftschiffahrt z Friedrichshafen nad Jeziorem Bodeńskim.
Sterowiec pierwszy próbny lot wykonał 9 października 1906.

## Budowa
LZ 3 miał 128 m długości i 11,66 m średnicy. Jego konstrukcja była pokryta materiałem bawełnianym. W środku znajdowało się 17 komór, które wypełniało 11 300 m³ wodoru.
Sterowiec był zaopatrzony w dwa silniki o mocy 85 KM każdy, które napędzały 2 śmigła. Pod sterowcem było zaczepione obciążenie stabilizujące, które mogło być przemieszczane wzdłuż sterowca.

### Historia lotów
LZ 3 łącznie odbył 45 lotów przelatując 4 398 km. 1 października 1907 wykonał przelot na dystansie 350 km w czasie 8 godz. Został po nim zakupiony (1908) przez armię niemiecką jako maszyna testowa i nosił symbol Z I. Używany był jako pierwsza maszyna szkoleniowa. Zdemobilizowany w 1913.

### Parametry techniczne sterowca LZ 3
- długość 128 m
- średnica: 11,66 m
- pojemność: 143 000 m³, w tym: gaz nośny (wodór): 11 300 m³
- masa własna: 13 000 kg,
- napęd: 2 silniki po 85 KM każdy
- prędkość maksymalna: 44 km/h[1]